# Agrotis subtratus
Agrotis subtratus är en fjärilsart som beskrevs av Adrian Hardy Haworth 1803. Agrotis subtratus ingår i släktet Agrotis och familjen nattflyn. Inga underarter finns listade i Catalogue of Life.